# Escuela Superior de Comercio Villa Muñoz

La Escuela Superior de Comercio de Villa Muñoz es una escuela de comercio perteneciente a la Universidad del Trabajo del Uruguay. La misma se encuentra en el barrio Villa Muñoz de Montevideo.
En la misma, se imparten cursos de educación superior tanto secundarias como terciarias. Dedicadas a la administración y el turismo.

## Historia
La Escuela Superior de Comercio fue creada en los años ochenta, con la adquisición de un antiguo edificio que había pertenecido a la antigua y desaparecida Escuela Sholem Aleijem de Montevideo, por lo cual en su fachada principal aún se conserva la estrella de David. 

## Escuela Sholem Aleijem
La Escuela Sholem Aleijem de Montevideo fue creada por inmigrantes judíos y vecinos del barrio de Villa Muñoz, conocido coloquialmente como barrio de los judíos. El objetivo de la escuela era impartir educación primaria a niños de origen judío, así como también promover la enseñanza del yidis.
A mediados de los años cuarenta, la escuela abrió sus puertas, y recibió la denominación de Sholem Aleijem en honor al humorista  y escritor judío y ucraniano, e integró una red de escuelas en América del Sur con la misma denominación.
En el año 1950, luego de que la comisión de apoyo lograra adquirir los fondos para la construcción de una casa de estudios, la misma fue inaugurada sobre la calle Constitución. El diseño del edificio estuvo a cargo del ingeniero Yoel Gack. La institución funcionó hasta los años setenta, cuando se fusionó con el Instituto Ariel Hebreo Uruguayo.